# Burke Shire
Koordinaten: 17° 44′ S, 139° 32′ O

Das Shire of Burke ist ein lokales Verwaltungsgebiet (LGA) im australischen Bundesstaat Queensland. Das Gebiet ist 39.684,1 km² groß und hat etwa 300 Einwohner.

## Geografie
Das Shire liegt im Nordosten des Staats an der Grenze zum Northern Territory und am Golf von Carpentaria etwa 1.750 km nordwestlich der Hauptstadt Brisbane und etwa 890 km nordöstlich von Alice Springs.
Größte Stadt und Verwaltungssitz der LGA ist Burketown mit etwa 160 Einwohnern. Weitere Ortschaften sind Gidya, Gregory, Lawn Hill und Nicholson.

## Geschichte
Die Küste am Golf von Carpentaria wurde schon früh von Europäern entdeckt und kartografiert, aber erst ab 1860 begann die Erforschung und Besiedlung vom Landweg aus. Am Albert River entstand die Station Carpentaria, die zu Ehren des Australiendurchquerers Robert O’Hara Burke in Burketown umbenannt wurde. Wegen des Widerstands der Ureinwohner dauerte es bis 1885, bis eine richtige Siedlung mit eigener Verwaltung entstand.
1931 entstand in Burketown eine Aborigines-Mission, die nach Doomadgee verlegt wurde. Das Doomadgee Shire ist heute ein eigenständiges Verwaltungsgebiet, das vom Burke Shire umschlossen wird.

## Verwaltung
Der Burke Shire Council hat fünf Mitglieder. Der Mayor (Bürgermeister) und vier weitere Councillor werden von allen Bewohnern des Shires gewählt. Die LGA ist nicht in Wahlbezirke unterteilt.